# Білл Боурі
Білл Боурі (англ. Bill Bowrey; нар. 25 грудня 1943) — колишній австралійський тенісист.
Найвищу одиночну позицію світового рейтингу — 8 місце досяг 1967 року (за даними The New York Times).
Здобув 21 одиночний та 5 парних титулів.
Перемагав на турнірах Великого шолома в одиночному розряді.
Завершив кар'єру 1975 року.

## Фінали турнірів Великого шолома

### Одиночний розряд (1 перемога)
| Результат | Рік  | Турнір                                 | Покриття | Суперник           | Рахунок            |
| --------- | ---- | -------------------------------------- | -------- | ------------------ | ------------------ |
| Перемога  | 1968 | Відкритий чемпіонат Австралії з тенісу | Трава    | Хуан Хісберт стар. | 7–5, 2–6, 9–7, 6–4 |

### Парний розряд (3 поразки)
| Результат | Рік  | Турнір               | Покриття | Партнер       | Суперники                | Рахунок                 |
| --------- | ---- | -------------------- | -------- | ------------- | ------------------------ | ----------------------- |
| Поразка   | 1966 | Вімблдонський турнір | Трава    | Овен Девідсон | Кен Флетчер Джон Ньюкомб | 3–6, 4–6, 6–3, 3–6      |
| Поразка   | 1967 | Чемпіонат Австралії  | Трава    | Овен Девідсон | Джон Ньюкомб Тоні Роч    | 6–3, 3–6, 5–7, 8–6, 6–8 |
| Поразка   | 1967 | Чемпіонат США        | Трава    | Овен Девідсон | Джон Ньюкомб Тоні Роч    | 8–6, 7–9, 3–6, 3–6      |

## Часова шкала результатів на турнірах Великого шлему
| W | Ф | ПФ | ЧФ | #Р | КТ | К# | DNQ | A | NH |

### Одиночний розряд
| Турнір                                 | 1962  | 1963  | 1964  | 1965  | 1966  | 1967  | 1968  | 1969  | 1970  | 1971  | 1972  | 1973  | 1974  | 1975  | 1976  | 1977  | SR     |
| -------------------------------------- | ----- | ----- | ----- | ----- | ----- | ----- | ----- | ----- | ----- | ----- | ----- | ----- | ----- | ----- | ----- | ----- | ------ |
| Відкритий чемпіонат Австралії з тенісу | 2р    | 2р    | 3р    | ЧФ    | ЧФ    | ЧФ    | П     | ЧФ    | 3р    | 1р    |       | 1р    |       | 2р    |       |       | 1 / 12 |
| Відкритий чемпіонат Франції з тенісу   |       |       |       | 3р    | 1р    | 2р    |       | 2р    |       | 3р    |       |       |       |       |       |       | 0 / 5  |
| Вімблдонський турнір                   | 2р    |       | 1р    | 1р    | 4р    | 3р    | 2р    | 3р    | 2р    | 1р    |       |       |       |       |       | К2р   | 0 / 9  |
| Відкритий чемпіонат США з тенісу       |       |       | 4р    |       | ЧФ    | 4р    |       | 3р    | 3р    | 3р    |       |       |       |       |       |       | 0 / 6  |
| Strike rate                            | 0 / 2 | 0 / 1 | 0 / 3 | 0 / 3 | 0 / 4 | 0 / 4 | 1 / 2 | 0 / 4 | 0 / 3 | 0 / 4 | 0 / 0 | 0 / 1 | 0 / 0 | 0 / 1 | 0 / 0 | 0 / 0 | 1 / 32 |